# Cestromoecha tenuipes
Cestromoecha tenuipes är en insektsart som först beskrevs av Karsch 1890.  Cestromoecha tenuipes ingår i släktet Cestromoecha och familjen vårtbitare. Inga underarter finns listade i Catalogue of Life.